# The Satanic Rites of Dracula
The Satanic Rites of Dracula es una película de terror británica de 1973 con guion de Don Houghton, dirección de Alan Gibson y actuación de Christopher Lee, Peter Cushing, Michael Cole, William Franklyn y Freddie Jones. En Estados Unidos se estrenó en 1979 bajo el título Count Dracula and His Vampire Bride.
Sigue inmediatamente a Dracula AD 1972, y es la séptima y última película de la saga de Drácula de la productora Hammer. 
La acción se desarrolla en los años 1970 y tiene cierto aire de filme de espionaje, notándose la influencia de la saga James Bond.
Estrictamente, es la última aportación al ciclo, mostrando ya el agotamiento de la fórmula por parte de Hammer Productions.[cita requerida] Sin embargo, Drácula aun volvería a aparecer en Kung Fu contra los siete vampiros de oro (The Legend of the 7 Golden Vampires, 1974) ya sin la participación de Christopher Lee. Aunque a principios de los años 1970, Lee ya empezaba a aburrirse del personaje, siguió en la brecha hasta 1976, año en que se despidió del Conde en la producción francesa Dracula père et fils, de Édouard Molinaro.